# Адонис Стивънсън
Стивънсън Адонис (роден на 12 октомври 1993 г. в Порт о Пренс), по-известен като Адонис Стивънсън, е бивш хаитянско-канадски боксьор – бивш линеен шампион и шампион на WBC в лека тежка категория. Преди това е завоювал титлата на Канада и регионалните пояси на WBC, IBF и WBA в супер средна категория. Състезава се за Канада.

## Ранен живот и аматьорски бокс
Роден в Порт о Пренс, Стивънсън се мести в Монреал, Квебек със семейството си, когато е на седем години. На 14 живее по улиците и е привлечен в престъпна банда и в началото на двадесетте години Стивънсън е служил на 18 месеца на четири години затвор. След като е бил освободен, Адонис се заклел, че никога няма да се върне.
Адонис става шампион на Квебек през 2004 година в средна категория и е избран за най-добрия аматьорски спортист на Канада за 2005 – 2006. Стивънсън печели титлата на Канада през 2006 и печели сребро на 18-ите игри на Британската общност в Мелбърн, Австралия.

## Професионална кариера
Стивънсън дебютира 29-годишен на 30 септември 2006 в Квебек с нокаут в първия рунд срещу Майк Функ. Състезава се в супер средна категория, преди да се бие за първата си титла. Всички срещи са изиграни в Канада.

### Супер средна категория
След единнодушно съдийско решение Адонис завоюва титлата на Канада в 10-рундов мач срещу Дейвид Уитъм. Печели континенталната титла на Америка във версия WBC срещу Дафир Смит и я защитава като нокаутира Антъни Бонстейт. Завладява интернационалната титла на WBC след като излиза краен победител в мача Стивънсън – Маки.
Първа загуба записва на 16 април 2010 след като е нокаутиран от Даурън Боун във 2-рия от осемте рунда.
Адонис се завръща с 4 победи и три регионални титли в катеогорията.

### Сребърен шампион
Стивънсън печели сребърната титла на WBC на 20 април 2012 в супер средна категория с нокаут във втория рунд срещу уругваецът Ное Гонзалез Алкоба в Квебек.

## Лека тежка категория
Стивънсън взема решение да се премести в по-горната категория. Изиграва два мача, за да придобие опит в дивизията.

### Стивънсън срещу Доусън, световен шампион
Стивънсън и Чад Доусън трябва да се бият за линейната, WBC и The Ring титли в лека тежка категория. Стивънсън печели с нокаут в 1-вия рунд и става за първи път шампион в своята кариера.

### Непобедим в категорията
През 2013 Адонис защитава вече спечелените титли в категорията след отказване на Тевърис Кулд и нокаут срещу Тони Белю. Анджей Форфара и Дмитрий Сухотски също се провалят в шанса си да отнемат титлите на канадеца. Стивънсън защитава титлите си успешно вече пет години.

### Стивънсън срещу Гвоздик
Адонис Стивънсън трябва да защитава линейната титла и титлата на WBC в лека тежка категория срещу интерим шампиона Олександър Гвоздик.
Мачът приключва в 11-ия рунд, след като Гвоздик нокаутира Стивънсън.
След двубоя в Квебек, Канада Стивънсън е настанен в болница и състоянието му е критично. Той се намира в интензивното отделение с опасност за живота. По-късно Стивънсън претърпя операция на главния мозък и е приведен в изкуствена кома, за да бъдат минимализирани последствията от кръвоизлива, който е получил. Лекарите постепенно намаляват лекарствата, които държат спортиста в медикаментозна кома.
Това е последният мач на канадеца.